# Громовое сердце
«Громовое сердце» (англ. Thunderheart) — американский кинофильм, снятый режиссёром Майклом Эптедом по оригинальному сценарию Джона Фаско, вышедший на экраны в 1992 году. Фильм снят по мотивам реальных событий.
Премьера фильма состоялась 3 апреля 1992 года в кинотеатрах США, собрав 22 660 758 долларов США.

## Сюжет
Молодого агента ФБР Рэя Левоя (Вэл Килмер) отправляют в индейскую резервацию сиу расследовать убийство. У Левоя есть индейские корни (его отец был из народа сиу) и начальство считает, что этот факт поможет найти общий язык с местными жителями и раскрыть дело.

## В ролях
- Вэл Килмер — Рэй Левой
- Сэм Шепард — Фрэнк Кателл
- Грэм Грин — Уолтер Вороной Конь
- Фред Уорд — Джек Милтон
- Фред Далтон Томпсон — Уильям Доз
- Шейла Таузи[англ.] — Мэгги Проворная Медведица
- Марвин Тощий Лось[англ.] — дедушка Сэм Ричис
- Джон Труделл[англ.] — Джимми Глядящий Дважды
- Джулиус Друм[англ.] — Ричард Жёлтый Ястреб

## Производство
Фильм снимался в основном в Южной Дакоте, в индейской резервации Пайн-Ридж, которая в фильме называлась резервацией Беар-Крик. Фильм снимался так же в Вашингтоне. В фильме задействовано много индейских актёров.
24 ноября 1992 года был выпущен оригинальный саундтрек к фильму «Громовое сердце» музыкальным лейблом Intrada Records. Партитура для фильма была написана Джеймсом Хорнер.

## Критика
На сайте-агрегаторе рецензий Rotten Tomatoes у фильма 94 % положительных отзывов на основе 18 рецензий со средней оценкой 6,47 из 10.
Крис Хикс из Deseret News писал, что сценарист Фаско и режиссёр Эптед создали «богатый фон с захватывающим развитием персонажей и серьёзным акцентом на духовность индийского верования».
Роджер Эберт из Chicago SunTimes дал положительный отзыв, написав, что, по его мнению, «самое захватывающее в „Громовом сердце“ — это чувство места и времени. Эптед снимает как документальные, так и художественные фильмы, и в таких фильмах, как „Дочь шахтёра“, „Гориллы в тумане“ он уделяет большое внимание самим людям — не только тому, что они делают, а тому, что происходит вокруг них».
3 апреля 1992 года состоялась премьера фильма на территории США. В первые выходные фильм занял 5-е место, собрав 4 507 425 долларов. Фильм «Белые люди не умеют прыгать» занял первое место в тот уик-энд, собрав 10 188 583 доллара.

## Награды и номинации
| Премия                             | Категория      | Результат |
| ---------------------------------- | -------------- | --------- |
| Political Film Society Awards 1992 | Разоблачение   | Номинация |
| Political Film Society Awards 1992 | Права человека | Номинация |